# Луций Аврелий Орест (консул 126 пр.н.е.)
Вижте пояснителната страница за други личности с името Луций Аврелий Орест.
Луций Аврелий Орест (на латински: Lucius Aurelius Orestes) e политик на Римската република през 2 век пр.н.е.
Той произлиза от клон Орест на плебейската фамилия Аврелии и е син на Луций Аврелий Орест (консул 157 пр.н.е.) и баща на
Луций Аврелий Орест (консул 103 пр.н.е.).
През 126 пр.н.е. е избран за консул заедно с Марк Емилий Лепид. След три години той потушава бунт в провинция Сардиния и през 122 пр.н.е. получава триумф.